# Chord
Chord é um protocolo e também um algoritmo peer-to-peer escalável, composto de vários nós distribuídos utilizado para aplicativos. Utiliza uma tabela hash (composta de chave e valores) que é cada computador em sua rede de nós.